# Giuseppe Bufardeci
Giuseppe Bufardeci (Siracusa, 3 aprile 1927 – Viterbo, 13 marzo 2010) è stato un politico italiano.
Deputato della Repubblica Italiana nella II e III legislatura. nel 1963, trovandosi in disaccordo con il Pci dopo l'invasione del 1956 dell'Ungheria da parte dell'Unione Sovietica ed il rallentamento del processo di destalinizzazione della Cecoslovacchia (poi anch'essa invasa nel 1968), lo spinsero a lasciare il partito e ad entrare nel Partito Socialista Italiano.